# Primo piano sul delitto
Primo piano sul delitto (titolo originale Situation Tragedy) è un romanzo poliziesco del 1985 di Simon Brett. In Italia il romanzo è stato pubblicato all'interno della collana Il Giallo Mondadori. Il libro è stato tradotto anche in spagnolo e ceco.
Situation Tragedy è il settimo libro della serie avente come protagonista l'Ispettore Charles Paris.

## Trama
Durante le riprese per una serie TV umoristica accadono “incidenti” sempre più paurosi e incalzanti, tanto da rendere quasi impossibile la gestione dello spettacolo. Charles Paris, acuto attore-investigatore, inizia ad indagare se si tratti di sabotaggio o di pura casualità e chi potrebbe essere il colpevole. 

## Personaggi
- Charles Paris: investigatore-attore
- George Birikitt: protagonista della serie TV
- Sadie Wainwright: segretaria di produzione
- Matt Verdon: scenografo
- Aurelia Howarth: attrice
- Bernard Walton: attore in crisi
- Barton Rivers: marito di Aurelia
- Jane Lewis: segretaria di produzione
- Peter Lipscome: produttore
- Scott Newton: regista
- Robin Laughton: aiuto-regista
- Rod Tisdale: scrittore
- Nigel Frish: direttore generale della serie TV

## Edizioni in italiano
- Simon Brett, Primo piano sul delitto, Il Giallo Mondadori n.1897, Milano: 1985